# GP Denain 1964
De 6e editie van de wielerwedstrijd GP Denain werd gehouden op 31 maart 1964. De start en finish vonden plaats in Denain in het Franse Noorderdepartement. Op het podium stonden twee Belgen Frans Verbeeck en Bernard Vandekerkhove maar de winnaar was de Engelsman  Michael Wright.

## Uitslag
| GP Denain 1964 (170 km) |                       |                     |          |
| Plaats                  | Naam                  | Ploeg               | tijd     |
| Winnaar                 | Michael Wright        | Wiel's-Groene Leeuw | 4u17'27" |
| 2                       | Frans Verbeeck        | Wiel's-Groene Leeuw |          |
| 3                       | Bernard Vandekerkhove | Solo-Superia        |          |

1959 · 1960 · 1961 · 1962 · 1963 · 1964 · 1965 · 1966 · 1967 · 1968 · 1969 · 1970 · 1971 · 1972 · 1973 · 1974 · 1975 · 1976 · 1977 · 1978 · 1979 · 1980 · 1981 · 1982 · 1983 · 1984 · 1985 · 1986 · 1987 · 1988 · 1989 · 1990 · 1991 · 1992 · 1993 · 1994 · 1995 · 1996 · 1997 · 1998 · 1999 · 2000 · 2001 · 2002 · 2003 · 2004 · 2005 · 2006 · 2007 · 2008 · 2009 · 2010 · 2011 · 2012 · 2013 · 2014 · 2015 · 2016 · 2017 · 2018 · 2019 · 2020 · 2021 · 2022 · 2023 · 2024 · 2025